# Електронний бізнес
Електро́нний бі́знес (е-бізнес), англ. e-business:
1. Перетворення головних бізнес-процесів за допомогою інтернет технологій. Прикладами є електронна комерція або торгівля (е-commerce або e-trade), в тому числі ті, що використовують мобільні засоби комунікації (m-commerce), електронний консалтинг, електронне видавництво і т. і.
2. Поняття ширше, ніж електронна торгівля, що включає наявність свого сайту в інтернеті, віртуального магазину, системи управління компанією, використання електронної реклами, маркетингу, моделі «бізнес для бізнесу» або «бізнес для споживача».